# Strigania calligrapta
Strigania calligrapta là một loài bướm đêm trong họ Noctuidae.